# Cybister gschwendtneri
Cybister gschwendtneri är en skalbaggsart som beskrevs av Guignot 1935. Cybister gschwendtneri ingår i släktet Cybister och familjen dykare. Inga underarter finns listade i Catalogue of Life.